# Lukáš Přibyl (funkcionář)
Lukáš Přibyl (19. ledna 1979 – 9. února 2012, Praha) byl český sportovní redaktor a později fotbalový funkcionář, místopředseda představenstva českého klubu AC Sparta Praha a ředitel Bohemians 1905. Ve své funkci byl poměrně oblíbený, což není v českém fotbalovém prostředí obvyklé.
Je po něm pojmenována Cena Lukáše Přibyla, kterou Ligová fotbalová asociace uděluje klubu, který za uplynulý kalendářní rok nejlépe pracoval se svými fanoušky.

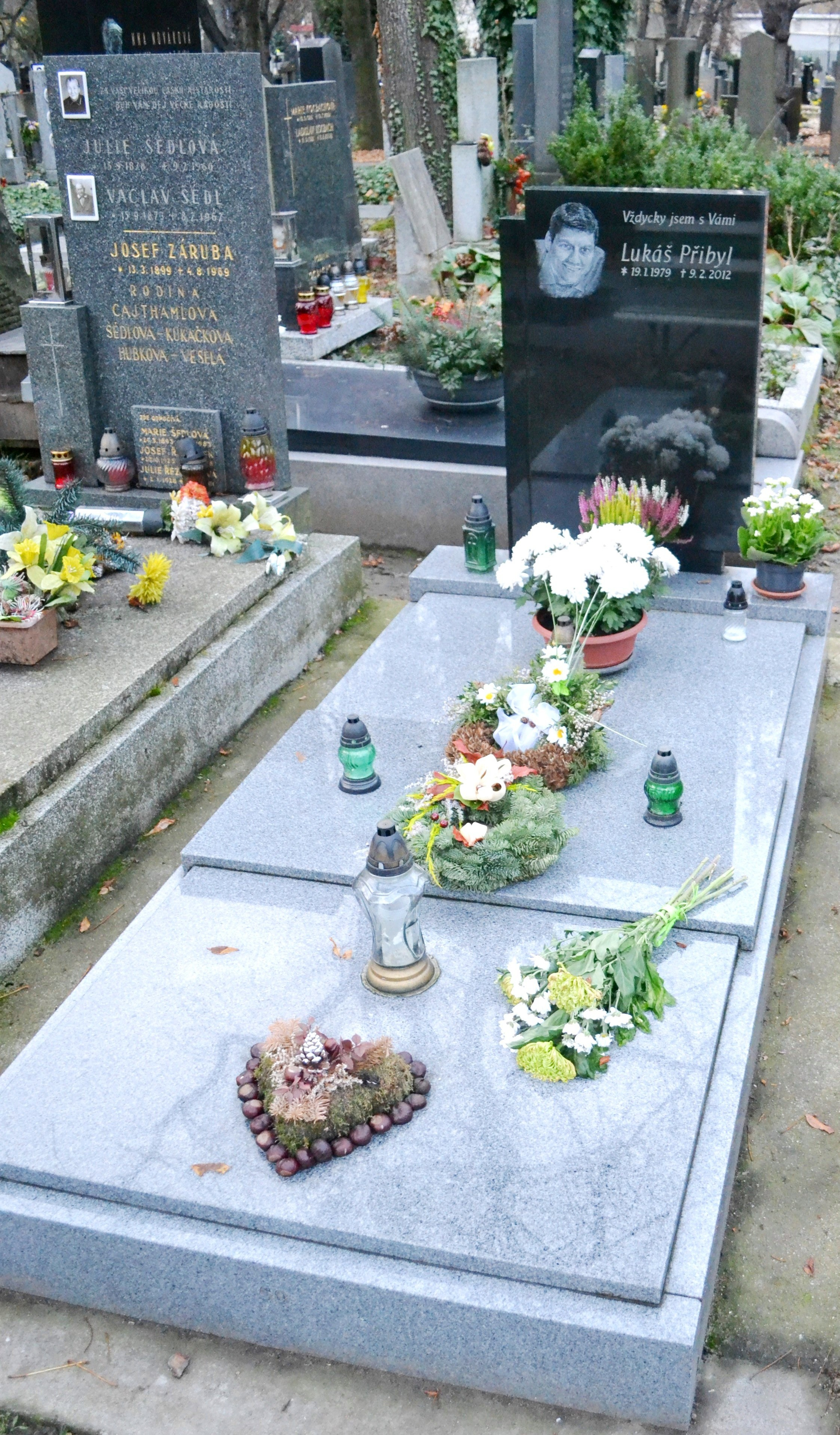
Hrob na Vinohradském hřbitově v Praze

## Biografie
Lukáš Přibyl pracoval ve sportovním zpravodajství České televize. Od roku 2005 pracoval v klubu AC Sparta Praha jako člen klubového představenstva a tiskový mluvčí.
V roce 2007 odešel do Bohemians 1905, klubu, jehož byl fanouškem. Zde působil na pozici ředitele (byl nejmladším ředitelem klubu z první ligy). Dokázal pozvednout zadlužený klub, což se podařilo i díky finanční sbírce fanoušků. Figuroval však společně s Petrem Svobodou v kauze Bohemians ve věci poškození věřitele a porušení povinnosti v insolvenčním řízení (šlo především o neoprávněný prodej fotbalisty Jana Morávka do německého FC Schalke 04, který byl učiněn bez souhlasu správce konkurzní podstaty, část peněz z prodeje pak nebyla uložena do konkurzní podstaty, ale použita na chod klubu). Obvinění odmítal.
V říjnu 2010 se stal zaměstnancem manažerské společnosti Sport Invest International, která mj. zastupuje hráče na fotbalovém trhu.
V prosinci 2011 se vrátil do Sparty do funkce místopředsedy představenstva, úzce spolupracoval s předsedou Danielem Křetínským. Dosadil na pozici generálního sportovního manažera Jaroslava Hřebíka, který nahradil Jozefa Chovance.
Dne 9. února 2012 byl Lukáš Přibyl nalezen ve své kanceláři na stadionu Sparty mrtev. Zemřel ve věku 33 let zřejmě kvůli skryté vadě srdce, zůstala po něm manželka a roční dcera.